# 婚禮相關事物列表
以下是一些和婚禮有關的條目列表。

## 婚禮相關人員

### 婚禮參與者
- 新郎
- 新娘
- 主婚人
- 伴郎（男儐相）
- 伴娘（女儐相）
- 花童
- 拜轎童（捧橘童）
- 照轎女
- 婚姻監誓師（英语：Marriage officiant）
  - 婚姻監禮人
  - 牧師
  - 神父
  - 婚姻註冊官
- 婚禮司儀（贊禮）
  - 婚禮司儀 (土耳其)（英语：Vőfély）
- 喜娘（大妗姐、送嫁姆、送嫁娘、送嫁媽、送嫁婆、倩娘母）
- 媒人
- 全福人（好命婆、好命公）
- 證婚人
- 迎賓

### 工作人員
- 婚礼策划人（英语：Wedding planner）
- 新娘秘書
- 婚禮攝影師
- 婚禮錄影師
- 新娘化妝師

## 婚禮之前
- 訂婚
  - 納采
  - 問名
  - 納徵（過大禮、大聘）
  - 請期
  - 納吉（文定、小聘）
  - 訂婚派對（英语：Engagement party）
- 聘禮
  - 娶妻役
  - 婚娶贈與
  - 遺孀贈產（英语：Dower）
  - 麥亥爾
- 嫁妆
  - 搬嫁妝
  - 嫁妝箱（朝鲜语：혼수함）
  - 十里红妆
- 相喜
- 結婚賀禮登記（英语：Bridal registry）
- 新娘婚前派對（英语：bridal shower）
- 訂婚派對（英语：Engagement party）
- 單身漢派對（英语：Bachelor party）
- 單身女郎派對（英语：bachelorette party）
- 婚前集資派對（英语：Stag and doe）
- 婚禮綵排晚宴
- 鋪房
- 上頭、開面
- 鬧婚之夜

## 相關文件
- 结婚证
- 三書
  - 聘書
  - 禮書
  - 迎書
- 庚譜
  - 乾譜
  - 坤譜
- 結婚執照
- 喜帖
- 結婚啟事

## 婚禮場地
- 結婚禮堂
  - 迪士尼結婚禮堂（英语：Disney's Wedding Pavilion）
  - 嫁娶屋
- 結婚帳篷
  - 天篷 (猶太)（英语：Chuppah）
  - 青蘆（百子帳）
- 婚禮亭
  - 印度婚禮亭（英语：Wedding mandap）
  - 僧伽羅婚禮亭（斯里蘭卡婚禮亭、瑪古波魯瓦）

### 宗教場所
- 教堂
- 佛寺
- 廟宇
- 神社

### 其他
- 婚姻登記處

## 結婚方式
- 公證結婚
- 裸婚 (結婚方式)
- 旅行結婚
  - 拉斯維加斯婚禮（英语：Las Vegas weddings）

## 婚禮服裝
- 漢服婚服
- 和服婚服
- 韓服婚服
- 越服婚服
- 琉裝婚服
- 印度婚服（英语：Indian wedding clothes）
- 現代西方結婚禮服
- 裸體婚禮

### 新郎服
- 東亞傳統：
  - 官帽、官服
  - 道袍
  - 襴衫
  - 簪花掛紅
  - 羽織、長着（日语：長着）、袴 (和服)
  - 束帶
  - 黑朝衣
- 西方
  - 常礼服 (西服)
  - 無尾禮服
  - 襟花（英语：Boutonnière）
  - 白領結

- 中國近現代
  - 長衫
  - 中山裝

### 新娘服
- 新娘禮服
- 蓋頭
- 東亞傳統：
  - 鳳冠、狄髻、圓領袍、霞帔
  - 襖裙、褂裙、披風（褙子）
  - 綿帽子、白無垢
  - 角隱（日语：角隱）、色打掛
  - 十二單
  - 花冠 (韓服)（英语：Hwagwan）、簇頭里（英语：Jokduri）、加髢 (朝鮮)、闊衣（英语：Hwarot）、圓衫、唐衣 (韓服)（朝鲜语：당의）
  - 新娘服 (琉球)、朝衣
- 東亞近現代：
  - 旗袍
  - 奧黛
- 西方
  - 婚紗、頭紗
  - 吊襪帶
- 南亞文化圈：
  - 結婚莎麗（日语：Wedding sari）

## 正婚禮

### 習俗
- 親迎（接新娘）
- 下婿（攔門、催妝、玩新郎）、催妝詩
- 哭嫁
- 撒穀豆（灑米子）
- 奠雁（英语：Wedding ducks）
- 照轎
- 留扇
- 鶴佬陸上扒龍船
- 跨火盆（過火）
- 拜堂
- 婚宴、敬酒、拜席
  - 伊斯蘭婚宴（英语：Walima）
- 對席、同牢、合巹
- 連杯酒
- 交臂酒
- 三三九度（日语：三三九度）
- 合髻、解纓、結髮
- 鬧房（玩新人）
- 撒帳
- 洞房
- 聽房、窺房（日语：新婚初夜覗き）
- 婚礼合唱
- 第一支舞（英语：First dance）
- 踌躇步伐（英语：Hesitation step）
- 印度婚禮祝福（英语：Indian Wedding Blessing）
- 跳掃帚（英语：Jumping the broom）
- 過停柩門（英语：Lych Gate）
- 跨鞍
- 金钱舞会（英语：Money dance）
- 結婚音樂、歌曲
  - 結婚進行曲 (孟德爾頌)
  - 優雅進場（英语：Ahesta Boro）
  - 鸞鳳和鳴
  - 高棠歌
- 拋花束
- 解吊襪帶
- 捣饭仪式（英语：Pounded rice ritual）
- 消滅婚紗式攝影（英语：Trash the dress）
- 婚紗攝影
- 結婚錄影（英语：Wedding videography）
- 送客

## 婚禮之後
- 見舅姑禮
- 東床禮（日语：新郎扱い）
- 廟見
- 回門
- 反馬 (婚禮)
- 蜜月旅行

## 婚禮物品

### 儀式事物
- 囍
- 喜燭（龍鳳燭）
- 同心燭（英语：Unity candle）
- 禮車
- 喜轎
- 舊新借藍（英语：Something old）
- 婚罐（英语：Lebes Gamikos）
- 禮金
- 婚禮小物
- 結婚戒指
- 婚戒枕（英语：Wedding ring cushion）
- 牽巾
- 同心結
- 婚禮代幣（英语：Las arras）
- 同心繩
- 許願井 (婚禮)（英语：Wishing well (wedding)）
- 巹、龍鳳杯
- 連杯
- 愛杯
- 幣 (織物)
- 花束
- 結婚誓詞
- 席位卡（英语：Place card）

### 食物及飲料
- 婚後聚餐（英语：Wedding breakfast）
- 結婚蛋糕
- 结婚蛋糕上饰品（英语：Wedding cake topper）
  - 結婚蛋糕糖偶（英语：Icingtons）
- 曲奇桌（英语：Cookie table）
- 新郎蛋糕（英语：Groom's cake）
- 結婚湯 (德國)（英语：Hochzeitssuppe）
- 喬丹杏仁（英语：Jordan almonds）
- 科罗伐叶面包
- 喜餅
- 乳豬
- 喜糖
- 湯圓

## 各民族、地區婚禮形式
- 各國結婚習俗（英语：Wedding customs by country）

### 東亞文化圈
- 儒家婚禮
  - 三書六禮
- 中式婚禮
  - 周制婚禮（士昏禮）
  - 朱子家禮的婚禮
  - 中國佛教婚禮
  - 中國道教婚禮
- 日式婚禮
  - 神前結婚式
  - 佛前結婚式
  - 人前結婚式
  - 永島式結婚式（日语：永島式結婚式）
- 韓式婚禮
- 越南傳統婚禮（英语：Traditional Vietnamese wedding）
- 琉球式婚禮

### 歐美
- 白色婚禮
- 冰島婚禮（英语：Icelandic weddings）
- 英國及愛爾蘭婚禮（歷史（英语：History of marriage in Great Britain and Ireland））
  - 地拖婚禮（英语：Mop wedding）
- 俄式婚禮
- 烏克蘭婚禮（英语：Ukrainian wedding traditions）
- 美國婚禮（英语：Weddings in the United States）

### 南亞文化圈
- 南亞文化圈婚禮
- 印度教婚禮（英语：Hindu wedding）
- 印度婚禮（英语：South Asian wedding）
  - 卡拉支婚礼（英语：Anand Karaj）
  - 阿亞瓦芝婚禮（英语：Ayyavazhi marriage）
  - 艾耶爾婚禮（英语：Iyer wedding）
  - 歐利亞印度教婚禮（英语：Oriya Hindu wedding）
  - 旁遮普婚禮傳統（英语：Punjabi wedding traditions）
  - 拉其普特婚禮（英语：Rajput wedding）
- 孟加拉婚禮（英语：Bengali wedding）
  - 孟加拉印度教婚禮（英语：Bengali Hindu wedding）
- 文莱马来婚礼（英语：Brunei Malay wedding）
- 僧伽羅婚禮（英语：Poruwa ceremony）
- 南傳佛教婚禮
- 泰老民族婚禮
- 高棉婚禮
- 緬甸婚禮

### 阿拉伯地區
- 阿拉伯婚禮（英语：Arab wedding）
- 伊朗婚禮（英语：Persian marriage）

### 非洲
- 盧奧族婚禮（英语：Ayie）

### 其他
- 菲律賓婚姻與婚禮習俗（英语：Marriage and wedding customs in the Philippines）

## 各宗教婚禮
- 基督教婚禮
  - 天主教婚禮
  - 聖多默宗徒婚禮（英语：Nasrani wedding）
  - 貴格會婚禮（英语：Quaker wedding）
  - 基督新教婚禮
  - 聖公會婚禮
- 伊斯蘭教婚禮（英语：Islamic marital practices）
- 猶太教婚禮（英语：Jewish wedding）
- 摩爾門教婚禮（英语：Mormon wedding）
- 琐罗亚斯德教婚禮（英语：Zoroastrian wedding）
- 佛教婚禮
- 道教婚禮

## 其他婚禮形式
- 裸體婚禮
- 集團婚禮
- 網婚
- 環保婚禮（英语：Green wedding）

## 其他
- 私奔
- 同性婚姻
  - 契兄弟 (同性戀)
  - 契相知
  - 行客
- 皇室婚姻
- 奉子成婚
  - 強制奉子結婚（英语：Knobstick wedding）
- 結婚紀念日
- 不請自來 (婚禮)（英语：Wedding crashing）
- 婚禮誓言續約儀式（英语：Wedding vow renewal ceremony）
- 賣妻
- 典妻
- 婚姻相關節日
  - 世界婚姻日
  - 夫妻節
  - 好夫婦日（日语：いい夫婦の日）